# Братство 5: Выпускники
«Братство 5: Выпускники» (англ. The Brotherhood 5: Alumni) — американский фильм ужасов, снятый в 2009 году режиссёром Дэвидом Де Кото.

## Сюжет
Несколько школьников убивают своего одноклассника после выпускного бала. Проходит год, и нечто странное начинает происходить с ребятами, которым становится ясно: кто-то стал свидетелем их преступления. Таинственный незнакомец сначала шантажирует ребят, а затем начинает убивать их одного за другим.

## В ролях
- Мария Ачевес — Бэтти
- Престон Дэвис — Шварц
- Линдси Ландерс — Эми
- Артур Напионтек — Тэд
- Бретт Новек — Рэндалл
- Нейтан Парсонс — Холден
- Оскар Родригес — Лесли

## История создания
Съёмки проходили в Лос-Анджелесе в Калифорнии, США.